# Ba Jin
Ba Jin (chiń. 巴金; pinyin Bā Jīn), właśc. Li Yaotang (ur. 25 listopada 1904, zm. 17 października 2005) – pisarz chiński, działacz polityczny, esperantysta.

## Życiorys
Pochodził z Chengdu (prowincja Syczuan). Studiował w Szkole Języków Obcych w Chengdu, następnie kształcił się we Francji (1927–1929). W czasie pobytu we Francji napisał pierwsze utwory, w tym opowiadanie Miewang; po raz pierwszy posłużył się również pseudonimem Ba Jin, przyjętym na cześć teoretyków anarchizmu Bakunina i Kropotkina. Użycie pseudonimu było także symbolicznym uniezależnieniem się od wpływu rodziny, szczególnie dziadka kierującego twardą ręką jego wczesnym wychowaniem. W czasie pobytu swojego pobytu w Paryżu poznał polską anarchistkę Anielę Wolberg, której poświęcił swoje dwa opowiadania Yalianna (1931) oraz Yalianna Woboerge (1933).
Po powrocie do Chin osiadł w Szanghaju (1929), gdzie zajął się twórczością literacką oraz pracą dziennikarską. Opublikował w tym okresie m.in. trylogię Gdy bogowie odchodzą (《家》,1931), Wartki nurt (1935) i Miłość (1936); The Family (1933); opowiadania Autumn in Spring i A Dream of the Sea; zbiór opowiadań Mengya; powieści Fuchou i Shen, Gui, Ren. Był jednocześnie redaktorem naczelnym wydawnictw „Życie Kulturalne” i „Pingming” w Szanghaju.
W okresie wojny z Japonią pisał utwory propagandowe nawołujące do walki z Japończykami (m.in. razem z Mao Dunem). Dokończył także cykl powieściowy zapoczątkowany utworem Gdy bogowie odchodzą – wydał Wiosnę (chiń. 《春》; pinyin «Chūn»; 1938) i Jesień (《秋》; 1940). W 1950 był delegatem na Kongres Pokoju w Warszawie i poświęcił temu wydarzeniu utwór Dziennik Polski (chiń. 《华沙城的节日–波兰杂记》; pinyin «Huáshā chéng de jiérì–Bōlán zájì»; 1951). W tym okresie wydał także A Garden of Repose (1944), Ward No 4 (1946), Cold Nights (1947).
Po powstaniu ChRL zajmował szereg funkcji społecznych, był przewodniczącym Chińskiego Stowarzyszenia Pisarzy (potem przewodniczącym honorowym) oraz wiceprzewodniczącym Stowarzyszenia Kół Artystycznych i Literackich Chin. W latach 1949–1978 był deputowanym do Ogólnochińskiego Zgromadzenia Przedstawicieli Ludowych (parlamentu), zasiadając w latach 1977–1978 w Stałym Komitecie Zgromadzenia. Kierował redakcjami kilku periodyków literackich. W okresie rewolucji kulturalnej był prześladowany jako „kontrrewolucjonista”; zrehabilitowano go w 1977. Po rehabilitacji opublikował m.in. Zaxiang Lu.
Od początku lat 90. Ba Jin cierpiał na chorobę Parkinsona. Nie występował publicznie (przebywał w szpitalu od połowy lat 90.), pozostawał jednak formalnie członkiem władz państwowych do końca życia jako wiceprzewodniczący Komitetu Krajowego Ludowo-Politycznej Konferencji Konsultatywnej Chin. Po raz pierwszy został powołany na to stanowisko w 1983, ponownie w 1988, 1993, 1998 i 2003. W listopadzie 2004 ukończył 100 lat.
Teoretycy literatury dopatrują się w jego twórczości wpływu powieściopisarstwa XIX-wiecznej Europy, m.in. Zoli, Turgieniewa i Czechowa.
Na język polski została przetłumaczona tylko jedna jego książka – Gdy bogowie odchodzą (Warszawa, PIW 1961).
Został odznaczony m.in. Legią Honorową i Orderem Przyjaźni Narodów.

## Esperanto
Po powrocie ze studiów w Paryżu do Szanghaju w Ba Jin mieszkał w siedzibie Szanghajskiego Związku Esperantystów, w którym wkrótce zaczął redagowanie jego czasopisma La Verda Lumo (Zielone Światło). Tam opublikował po chińsku dwa artykuły poświęcone literaturze esperanckiej (nr 1-3 i 7-10, 1930), a w esperanckie krótki dramat En la Malluma Nokto (Ciemną Nocą; nr 10-12, 1928) oraz utwór prozatorski Mia Koro (Moje Serce; nr 1-2, 1930).
W 1931 Ba skompilował zbiór 16 opowiadań Wasilija Eroszenki w tłumaczeniu na chiński – 4 tłumaczenia z japońskiego autorstwa Lu Xuna, pozostałe – tłumaczenia Ba Jina z esperanta. 
Wpływ na twórczość Ba Jina miał węgierski pisarz esperancki Julio Baghy. W 1931 Ba przetłumaczył na chiński jego powieść Printempo en la Aŭtuno (Wiosna Jesienią). Rok później została wydana jego "siostrzana" wersja utworu pt. Jesień Wiosną. 
Po utworzeniu Chińskiej Ligi Esperanta w 1951 Ba Jin został członkiem zarządu organizacji, w latach 1986-89 był jej przewodniczącym. W 1980 będąc prezesem chińskiego PEN Clubu przewodniczył delegacji na Światowy Kongres Esperanto w Sztokholmie. Został również patronem honorowym Universala Esperanto-Asocio. 
W 1998 opracował drugą część Literatury Esperanckiej (red. Ye Junjian).